# Brimscombe and Thrupp
Brimscombe and Thrupp – civil parish w Anglii, w hrabstwie Gloucestershire, w dystrykcie Stroud. Leżą 16 km na południe od miasta Gloucester i 146 km na zachód od Londynu. W 2011 roku civil parish liczyła 1830 mieszkańców.